# Rue de Valois-Saint-Honoré
La rue de Valois-Saint-Honoré est une ancienne voie de l'ancien 1er arrondissement, actuel 1er arrondissement de Paris, en France.

## Description
La rue de Valois commençait rue de Montpensier-Saint-Honoré et finissait rue Saint-Honoré. La rue n'était pas droite mais formée de plusieurs sections en décrochement.

## Origine du nom
Elle est dénommée « rue de Valois-Saint-Honoré » en l'honneur du duc de Valois, fils du duc de Chartres, né en 1773.

## Historique
La rue est ouverte par lettres patentes du 16 décembre 1779 à l'emplacement de l'hôpital des Quinze-Vingts en même temps que les rues de Chartres, de Montpensier, de Rohan, de Beaujolais. Dénommée « rue de Valois-Saint-Honoré », le suffixe « Saint-Honoré » étant rajouté pour la distinguer de la rue de Valois-du-Roule (partie de l'actuelle rue de Monceau) et de la rue de Valois-Palais-Royal (l'actuelle rue de Valois).
Du 12 thermidor an VI (30 juillet 1798) au 27 avril 1814, elle est nommée « rue Batave », en référence à la République batave.
La rue est supprimée lors du prolongement de la rue de Rivoli et de l’achèvement du palais du Louvre. L'hôtel du Louvre et l'angle nord-ouest de la cour Marly occupent son emplacement.